# Coro A.N.A. di Milano
Il Coro A.N.A. di Milano è un coro maschile fondato a Milano nel 1949; dal 2019 è diretto dal maestro Ivan Fozzer.

## Storia
Il Coro A.N.A. (Associazione Nazionale Alpini) della Sezione di Milano fu fondato nel settembre del 1949, primo coro italiano ancora in attività a costituirsi sotto l'egida dell'Associazione Nazionale Alpini.
Il coro ha tenuto concerti in Belgio, Canada (Toronto, Hamilton, Sudbury, Ottawa, Montréal), Danimarca, Francia, Germania, Italia, Lussemburgo, Malta, Regno Unito (Scozia), Stati Uniti d'America (New York), Svizzera e Australia.
Ha partecipato - unico coro italiano - al Festival Internazionale di Edimburgo nel 1987.
Ha pubblicato larga parte del proprio repertorio musicale nel volume Come canta la montagna. Nel 1989 organizza, in collaborazione con la Direzione dell'Archivio Storico della Biblioteca Trivulziana del Castello Sforzesco di Milano, una mostra iconografica e documentaria dal titolo La Montagna, gli alpini, i canti e le immagini.
Nella maggio 1991, in occasione della Adunata Nazionale degli Alpini tenutasi a Milano, organizza presso il Cinema De Amicis la rassegna cinematografica "Gli alpini in bianco e nero", durante la quale sono stati proiettati film e documentari dedicati agli Alpini.
Il coro è stato ospite fisso nel biennio 1996-98 de Ci vediamo in TV su RAI 2, trasmissione televisiva condotta da Paolo Limiti.
Nel 1999 il coro presenta presso il municipio di Milano La Montagna in...cantata, volume illustrato per i cinquant'anni di fondazione, che, tra gli altri, contiene contributi di Gaetano Afeltra, Luigi Santucci, Gianfranco Ravasi, Roberto Leydi, Bruno Bettinelli, Nuto Revelli, Franco Cologni e Massimo Marchesotti.
Tra i musicisti e i compositori che hanno collaborato con il Coro ANA, elaborando armonizzazioni o creando nuove melodie, ricordiamo Flaminio Gervasi, Bruno Zanolini, Bruno Bettinelli, Piero Soffici, Roberto Hazon, Luciano Chailly e Giovanni Veneri.
Il complesso si è avvalso spesso della collaborazione di personaggi del mondo dello spettacolo quali Paolo Limiti, Ottavia Piccolo, Mauro Avogadro, Marisa Fabbri, Ivana Monti, Rosalina Neri, Francesca Inaudi, Alfio Liotta, Massimo Poggio, Pamela Villoresi, Dario Baldan Bembo e Massimo Bubola.
Tra le svariate collaborazioni il coro vanta una serie di concerti realizzati con l'Orchestra Sinfonica Giuseppe Verdi di Milano diretti da Giovanni Veneri: al Teatro degli Arcimboldi di Milano, nel Duomo di Milano e all'Auditorium di Milano. Particolarità innovativa di questi concerti fu la capacità del maestro Giovanni Veneri di scrivere le partiture per orchestra rimanendo del tutto fedele alle armonizzazioni originali dei canti eseguiti dal coro, senza di fatto stravolgerli.
Canta all'estero per le Ambasciate italiane, tra le quali il 2 giugno 2011 a Parigi in occasione della Festa della Repubblica nell'ambito delle celebrazioni per il 150º anniversario dell'Unità di Italia e l'anno successivo al Conservatoire de La Ville in Lussemburgo.
Nel 2019 in occasione della 92ª Adunata Nazionale degli Alpini e del proprio 70mo Anniversario di Fondazione tiene un concerto straordinario al Teatro alla Scala di Milano presentando il programma "Canti degli Alpini e ballate popolari" alla presenza delle più alte cariche cittadine.

### Direttori del coro
- 1949: Licio Faleschini
- 1951: Vincenzo Carniel
- 1953: Flaminio Gervasi

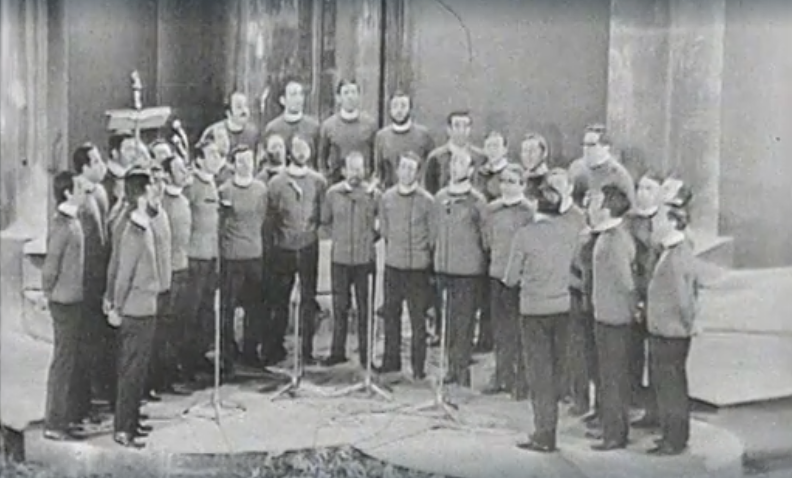
Il Coro Alpino Milanese concorrenti esordienti con Adriano Celentano al Festival di Sanremo 1971

- 1955: Enrico Sarno, Mario Ponticelli, Piero Andreose, Luigi Giudici
- 1956: Cesare Brescianini
- 1973: Massimo Marchesotti
- 2019: Ivan Fozzer

### Presidenti del coro
- 1949: Mario Ponticelli
- 1967: Mario Bazzi
- 1997: Paolo Ghioldi
- 2023: Carlo Luigi Rosa

### Riconoscimenti
Il 7 dicembre 1973 presso la Sala della Balla del Castello Sforzesco riceve dal Sindaco di Milano dott. Aldo Aniasi la Medaglia d'Oro di Benemerenza Civica con la seguente motivazione: "Da oltre un ventennio offre la sua fervida partecipazione alle manifestazioni pubbliche di alto significato recando in Italia e all'Estero il messaggio umano delle suggestive canzoni del proprio repertorio, facendosi apprezzare anche per il rigore stilistico delle sue esecuzioni"

### Repertorio
Il repertorio è costituito da canti alpini, di guerra e di soldati; il coro si è inoltre dedicato al recupero, allo studio e alla diffusione di molti canti popolari regionali inediti – canti di lavoro (canti dei minatori, delle mondine, della filanda, canti degli emigranti...), ballate e ninnenanne – pressoché sconosciuti al grande pubblico.

## Discografia
2016 - La mia bela la mi aspeta - CD (Decca Universal Classic)
2014 - Dalla tradotta al Piave, solo andata - CD+DVD (103 Edizioni Musicali, MAR.IT03/14)
2011 - Gli Alpini cantano 150 anni d'Italia - CD (103 Edizioni Musicali, 0206643 CET)
2009 - Don Gnocchi, il prete che cercò Dio tra gli uomini  con Orchestra Sinfonica Giuseppe Verdi di Milano - CD (103 Edizioni Musicali, CDANA 2010)
2008 - Non ti ricordi quel mese d'aprile... con Orchestra Sinfonica Giuseppe Verdi di Milano - CD (103 Edizioni Musicali, CNT 0933)
2007 - La preghiera degli alpini - CD Singolo (103 Edizioni Musicali, CDS 0705)
2007 - Storie di donne, un viaggio nel canto popolare - CD (103 Edizioni Musicali, CNTB 071)
2004 - Canti della culla e dei pastori - CD (Carosello, CARSM 151)
2001 - Storie d'Amore, di Lavoro e di Guerra - CD (103 Edizioni Musicali, LB 25102)
1999 - I canti della memoria 3 - CD (103 Edizioni Musicali, BBC 203)
1998 - I canti della memoria 2 - CD (103 Edizioni Musicali, SP 61342)
1998 - La penna dell'alpino e altri successi - CD (Carosello, 3006222)
1997 - I canti della memoria - CD (103 Edizioni Musicali, SP 61042)
1996 - Da Udin siam partiti e altre storie cantate - CD (Carosello, 3005792)
1994 - Sinfonia Alpina con Dario Baldan Bembo - CD (Dbb Music)
1992 - La penna dell'alpino - CD (103 Edizioni Musicali, APCD2007)
1984 - Le più belle melodie degli alpini - CD MC 33giri (Carosello, 3005442)
1982 - Come canta la montagna - 45giri (Disco Ass.ne Nazionale Alpini, ANA 1982)
1976 - Come canta la montagna - 33giri (Disco Ass.ne Nazionale Alpini)
1972 - Motorizzati a piè - 33giri (Clan Celentano, BFMLP 603)
1971 - Sotto le lenzuola - Sanremo 1971 con il nome di Coro Alpino Milanese - 45giri (Clan Celentano, BF 70002)
1968 - L'epopea degli alpini - 33giri (Dischi Ricordi, 8008)
1966 - I canti degli alpini vol.3 - nun sem alpin - 33giri (Dischi Ricordi, MRP 9026)
1965 - I canti degli alpini vol.2 - 33giri (Dischi Ricordi, MRP 9014)
1964 - I canti degli alpini vol.1 - 33giri (Dischi Ricordi, MRP 9011)
1964 - La Grande Guerra a cura Domenica del Corriere - 33giri (CDI Records, BIEM)

### 78 giri edizioni Parlophon
1955 - Dove sei stato mio bell'alpino / Varda la luna - C 8394
1955 - Maria Giòana / Ciao Marinella - C 8393
1955 - Valcamonica / Sul Rifugio - C 8395
1954 - Soto la pergolada / Sai nèn perché (al reggimento) - C 8334
1954 - Sul Ponte di Perati / Leggenda di Guerra - C 8333

### Partecipazioni
2014 - Il testamento del capitano di Massimo Bubola - CD (Eccher Music, 14.635)
2014 - Morire di Fabrizio Testa - CD (Tarzan Record)
2002 - I più bei canti della montagna AAVV - CD (Camuzzi Editoriale, RDCD 227)
2002 - Una montagna di poesia AAVV - CD (Tawa International, CD 0604 DDD)
1995 - I più bei cori di sempre AAVV - CD (Camuzzi Editoriale, RDCD 167)
1978 - Quel mazzolin di fiori AAVV - 33giri (Reader's Digest)
1976 - Canti delle nostre montagne AAVV - 33giri (Record Bazaar)
1975 - Himalaya di Juri Camisasca - 45giri (Bla Bla, BBR 1341)
1971 - Sanremo 1971 con il nome di Coro Alpino Milanese AAVV - 33giri (Cdg, FGL 5090)
1957 - Canti d'Italia AAVV - 33giri (Carisch, MCA 28002)
1957 - La cremagliera delle dolomiti / Il pericolo numero uno AAVV - 78giri (Odeon)
1954 - Amor di pastorello / Bella donna di Emilio Pericoli - 78 giri (Odeon, TW 4205)
1954 - Mariù che puorte 'nzino? / So' chiacchiere di Vera Nandi - 78giri (Odeon, P 11022)
1954 - Ninna nanna / Tu scendi dalle stelle AAVV - 78giri (Durium, M 9887)
1954 - Ninna nanna a Gesù Bambino / Nenia pastorale di Bruna Urbani - 78giri (Odeon, P 499)
1954 - Pellegrinaggio a Pompei - 78giri (Carisch)

## Curiosità
Nel maggio del 1951 entra a fare parte del coro Luigi Santucci, poeta e scrittore italiano. In quegli anni, in collaborazione con l'allora maestro del coro Vincenzo Carniel composero il canto "La leggenda della Grigna" che poi venne donato al Coro della SAT che lo eseguirà a Varese nel 1954 vincendo il concorso "Stella Alpina d'Oro" per la migliore esecuzione e per la più significativa composizione corale d'autore.
Dal 1967 al 1997 è stato Presidente del coro il Dott. Mario Bazzi che tra le altre cose, fu tra i promotori nel 1979 della costituzione dei Cori delle Brigate Alpine in Armi.
Con il nome di "Coro Alpino Milanese" partecipò al Festival di Sanremo 1971 interpretando per la prima volta nella rassegna sanremese un brano interamente a cappella. Con la canzone "Sotto le lenzuola" si piazzò al quinto posto in accoppiata con Adriano Celentano.
Fu invitato alle solenni esequie dell'ultima regina d'Italia Maria José del Belgio, celebrate il 2 febbraio 2001 nell'Abbazia di Altacomba in Alta Savoia, durante le quali eseguì la celebre "La montanara" e alcuni canti degli alpini molto cari alla regina.
Nel 2009 ha cantato in Piazza Duomo a Milano alla solenne celebrazione con il Cardinale Dionigi Tettamanzi e Papa Benedetto XVI in collegamento da Roma, per la Beatificazione di Don Carlo Gnocchi.
Primo coro di genere alpino ad essere stato invitato ad esibirsi per il Festival Internazionale Mito Settembremusica nel 2012 e a pubblicare con la casa discografica Decca Universal Music Group una raccolta di canti della tradizione alpina nel 2016.
Primo coro di genere alpino o popolare ad essere stato invitato ad esibirsi presso il Teatro alla Scala di Milano il 3 maggio 2019 in occasione della presentazione dell'Adunata Nazionale degli Alpini di Milano ed in occasione del proprio 70º di Fondazione.